# Zivilgesetzbuch
Zivilgesetzbuch, ZGB – szwajcarski Kodeks cywilny. Uchwalony w 1907, wszedł w życie w 1912. Opracowany przez Eugena Hubera. ZGB uchodzi za modelową kodyfikację prawa cywilnego, był wielokrotnie recypowany w krajach kodyfikujących prawo cywilne. Autorzy potrafili pogodzić tradycje rodzimego sięgającego jeszcze średniowiecza prawa ze zdobyczami XIX- wiecznej nauki recypowanego prawa rzymskiego. Mimo że rozwiązania kodeksu są dostosowane do sytuacji społeczno-gospodarczej kapitalizmu w dobie powszechnej industrializacji uwzględniają jednak interesy drobnych posiadaczy. Kodeks jest napisany prostym wręcz familiarnym językiem, artykuły są krótkie i dają tylko ogólne wskazówki (każdy artykuł jest opatrzony notą na marginesie). Kodeks nie nadużywa też klauzul generalnych. Pod wpływem szkoły wolnego prawa kodyfikacja ta nakazuje sędziemu, w wypadku luki w prawie, orzekać według zasad, które sam by ustanowił, będąc prawodawcą. W praktyce jednak sędziowie szwajcarscy nie korzystają z tej „furtki interpretacyjnej”. ZGB zamyka epokę tzw. wielkich kodyfikacji.

## Systematyka
ZGB przyjął systematykę będącą połączeniem schematu personae-res-actiones oraz systemu pandektowego. Przypomina pod tym względem BGB i podobnie jak on posiada również pięć ksiąg:
- niewyodrębniona część ogólna – pierwsze 10 artykułów
- Księga pierwsza Prawo osobowe
- Księga druga Prawo rodzinne
- Księga trzecia Prawo spadkowe
- Księga czwarta Prawo rzeczowe
- Księga piąta Kodeks zobowiązań (dodana później, w 1912 r.).